# くらわんか!
『くらわんか!～天の川伝説 2人だけの物語～』（くらわんか! あまのがわでんせつ2にんだけのものがたり）は、2017年7月1日に公開された日本映画。TWILIGHT FILEシリーズ31作目。主演は青木玄徳。他に長内美那子、赤澤燈、岩田陽葵、伊﨑右典、秋本奈緒美、川﨑麻世が出演。

## 登場人物

### 主要人物
- 風間亮 - 青木玄徳
- 原川多恵 - 長内美那子
- 井手口翔太 - 赤澤燈
- 藤本祐輔 - 伊﨑右典
- 佐伯小夜 - 岩田陽葵
- 横塚晃一郎 - 菊池勇輝
- 田所靖 – タケタリーノ山口
- 三峰ゆかり - 秋本奈緒美
- 奥沢筆次郎 - 川﨑麻世

## スタッフ
- エグゼクティブプロデューサー / 製作 - 神品信市
- プロデューサー - 難波利幸
- 監督 / 編集 - 石川二郎
- 助監督 - 大西裕
- 撮影 / 照明 - 中尾正人
- 録音 - 山口勉
- 製作チーフディレクター - 西村克也
- 製作ディレクター - 奥村伸也　愛澤元重　劔持岳　佐藤美貴　山多裕生　中井守　藤田力
- 製作アシスタント - 木村彩菜　加藤聡　平野真也　長岡真央　鳩貝茂
- 音楽ディレクター - TOSHIMITSU
- 製作 - MIRAI PICTURES JAPAN
- 配給 - MIRAI